# Wilhelm Linsén
August Wilhelm Linsén, född 10 juni 1830 i Helsingfors, död där 19 januari 1858, var en finländsk arkitekt. 
Linsén, som var son till poeten, professor Johan Gabriel Linsén och hans andra hustru Vilhelmina Petronella Hoeckert, dimitterades privat och inskrevs vid Helsingfors universitet 1849. Han blev elev vid Intendentkontoret 1850, tredje konduktör där 1856 och sekreterare där samma år. Han ritade bland annat herrgården Björkudden i Östersundom (invigd 1859), känd som Zacharias Topelius hem.